# Демократическая Республика Вьетнам
Демократическая Республика Вьетнам (вьет. Việt Nam Dân Chủ Cộng Hòa; ДРВ, также часто упоминается как «Северный Вьетнам») — государство в Юго-Восточной Азии, существовавшее в 1945—1976 годах. До 1954 года являлась самопровозглашённым государством и претендовала на всю вьетнамскую территорию; в 1954—1976 годах являлась международно признанным государством в северной части вьетнамской территории.

## История

### Провозглашение независимой республики
На исходе Второй мировой войны во Вьетнаме набирало обороты вьетнамское освободительное движение против японской оккупации.
19 мая 1941 года был создан единый национально-освободительный фронт Вьетминь (Лига борьбы за независимость Вьетнама).
После переворота 9 марта 1945 года, выразившегося в ликвидации японскими милитаристами французской администрации. Вьетминь развернул широкую партизанскую войну против японской оккупации. В апреле состоялась военно-революционная конференция Вьетминя, которая приняла план к всеобщему восстанию.
13-15 августа 1945 года Коммунистическая Партия Индокитая (КПИК) в деревне Танчао (провинция Туйенкуанг) провела конференцию, принявшую решение о начале всеобщего восстания с целью завоевания полной независимости и установления народной власти.
16 августа в Танчао состоялся Всевьетнамский национальный конгресс Вьетминя, который одобрил решение о начале всеобщего восстания и избрал Национальный комитет освобождения Вьетнама во главе с Хо Ши Мином и возложил на этот комитет функции временного правительства.
16-26 августа по призыву КПИК по всей стране народ поднял восстание.
24 августа про-японский император Бао Дай под давлением народных масс вынужден был отречься от престола. 30 августа на многотысячном митинге Бао Дай зачитал отречение — империя Дайнам прекратила своё существование.
2 сентября 1945 года в Ханое от имени временного правительства была самопровозглашена Демократическая Республика Вьетнам на всей территории Вьетнама. Первым её президентом стал Хо Ши Мин.

### Возвращение Франции во Вьетнам
Вскоре после провозглашения Демократической Республики Вьетнам под предлогом разоружения японских войск на территорию к северу от 16 параллели северной широты прибыли гоминьдановские войска, а к югу от 16 параллели северной широты британские войска.
12 сентября 1945 года первые британские войска прибыли в Сайгон, а 23 сентября, через 28 дней после того, как жители Сайгона захватили политическую власть, французские войска заняли полицейские участки, почту и другие общественные здания.
В январе 1946 года Вьетминь провел общенациональные выборы во всех провинциях для создания Национального собрания. 6 января 1946 года президент Хо Ши Мин провел общенациональные всеобщие выборы, на которых впервые было проведено голосование и принята Конституция.
Когда в июне 1946 года Франция объявила Кохинхину, южную треть Вьетнама, отдельным государством как «Автономную Республику Кохинхина», вьетнамские националисты отреагировали с яростью. В ноябре Национальное собрание приняло первую Конституцию республики.
15 июня 1946 года китайская националистическая армия так или иначе ушла из Вьетнама. После ухода британцев в 1946 году французы контролировали часть Кохинхины, Южно-Центральное побережье, Центральное нагорье с момента окончания войны сопротивления на юге.
По вьетнамо-французскому соглашению 1946 года от 6 марта:
- Франция признала независимость ДРВ в рамках Индокитайской федерации и Французского союза;
- вопрос о воссоединении Южного Вьетнама (Кохинхина) с республикой предусматривалось разрешить путём проведения референдума.
- правительство ДРВ согласилось на замену гоминьдановских войск французскими к северу от 16 параллели северной широты (в конце 1946 года Великобритания передала полномочия Франции и вывела свои войска из Южного Вьетнама).

### Первая Индокитайская война
19 декабря 1946 года, не найдя общего языка с руководством самопровозглашённого государства и желая вернуть себе как можно большую часть вьетнамской территории, Франция начала войну против ДРВ, что вынудило все органы власти ДРВ уйти в подполье. В первые же годы войны значительная часть территории (включая Ханой) перешла под контроль французского экспедиционного корпуса, где в 1949 году было провозглашено альтернативное профранцузское Государство Вьетнам.
В противовес французам, в январе 1950 года ДРВ была официально признана СССР и КНР, которые начали оказывать молодой республике помощь, в том числе и военную, и это, наряду с некоторыми ошибками и просчётами французских военных, позволило ДРВ переломить ход войны. Март 1954 года ознаменовал начало битвы при Дьенбьенфу в Первой Индокитайской войне.

### Временное разделение страны по 17-й параллели
После судьбоносного поражения французских сил в сражении при Дьенбьенфу в июле 1954 года были подписаны Женевские соглашения, по которым территория Вьетнама временно разделялась на две части, между которыми располагалась демилитаризованная зона по 17-й параллели. Север вьетнамской территории переходил под контроль властей ДРВ во главе с Хо Ши Мином (став, таким образом, первым социалистическим государством в регионе Юго-Восточной Азии), на юге оставалось созданное Францией Государство Вьетнам. В обеих частях страны предусматривалось провести в 1956 году свободные выборы, после чего должно было состояться объединение.
После разделения Вьетнама наблюдалась значительная миграция населения: из «Северного Вьетнама» на юг перебрались около 1 млн католиков.
«Северный Вьетнам» являлся социалистическим государством с полностью централизованной системой управления и командно-административной экономикой.
Проведение выборов, намеченных на 1956 год, было саботировано южновьетнамскими властями при поддержке США (ни Южный Вьетнам, ни США не подписывали Женевские соглашения). В 1955 году в Южном Вьетнаме была провозглашена суверенная Республика Вьетнам, что являлось прямым нарушением Женевских соглашений, закреплявших временный статус разделения страны.

### Поддержка ведения войны на юге
Поскольку процесс мирного объединения страны зашёл в тупик, в 1959 году северовьетнамское руководство приняло решение поддержать начавшееся в Южном Вьетнаме восстание местных коммунистов. Результатом такого решения стала Вьетнамская война. На территорию Южного Вьетнама тайно проникали регулярные подразделения северовьетнамской армии. Кроме того, войска ДРВ участвовали в гражданской войне в Лаосе, что также официально опровергалось Ханоем. В 1965—1973 годах (с перерывом в 1969—1971) территория ДРВ подвергалась массированным бомбардировкам американской авиацией и кораблями 7-го флота США. Целями бомбардировок было ослабление военного потенциала ДРВ и способности страны оказывать поддержку партизанам на юге, а также оказание давления на северовьетнамское руководство, чтобы заставить его прекратить отправку своих войск в Южный Вьетнам. Бомбардировки нанесли огромный ущерб экономике и инфраструктуре страны, а также привели к десяткам тысяч людских жертв. Значительную военно-экономическую поддержку в это время Северный Вьетнам получал от СССР и Китая.
В январе 1973 года было заключено Парижское соглашение о прекращении огня, по которому США и Северный Вьетнам должны были вывести свои войска из Южного Вьетнама. Однако северовьетнамские войска не были выведены с юга и продолжали там боевые действия.

### Реунификация
Весной 1975 года в результате широкомасштабного наступления армии ДРВ южновьетнамский режим был свергнут. 2 июля 1976 года было провозглашено создание единого независимого вьетнамского государства — Социалистической Республики Вьетнам (СРВ). ДРВ и Республика Вьетнам прекратили существование.

## Административно-территориальное устройство
В административном отношении территория Демократической Республики Вьетнам была разделена на 25 провинций (по состоянию на 1969 г.), в т.ч. 8 провинций входили в состав двух автономных районов; имелись два города центрального подчинения — Ханой и Хайфон.
Провинции: Куангнинь, Хабак, Лаокай, Йенбай, Виньфу, Хатай, Хоабинь, Хынгйен, Намха, Хайзыонг, Тхайбинь, Ниньбинь, Тханьхоа, Нгеан, Хатинь, Куангбинь, зона Виньлинь (примыкающая к 17—ой параллели, приравненная к провинции), провинции Каобанг, Лангшон, Бактхай, Туйенкуанг, Хажанг (входили в автономный район Вьетбак); Лайтяу, Нгиало, Шонла (входили в автономный район Тэйбак).
Северный Вьетнам по состоянию на 1968 год был разделён на следующие провинции:
| Название  | Столица Административный центр |
| --------- | ------------------------------ |
| Бактхай   | Тхайнгуен                      |
| Виньлинь  |                                |
| Виньфу    |                                |
| Йенбай    | Йенбай                         |
| Каобанг   | Каобанг                        |
| Куангбинь | Донгхой                        |
| Куангнинь | Халонг                         |
| Лайтяу    | Лайтяу                         |
| Лангшон   | Лангшон                        |
| Лаокай    | Лаокай                         |
| Намха     |                                |
| Нгеан     | Винь                           |
| Нгиало    | Нгиало                         |
| Ниньбинь  | Ниньбинь                       |
| Туенкуанг | Туенкуанг                      |
| Тхайбинь  | Тхайбинь                       |
| Тханьхоа  | Тханьхоа                       |
| Хабак     | Бакзянг                        |
| Хазянг    | Хазянг                         |
| Хатэй     | Хадонг                         |
| Хатинь    | Хатинь                         |
| Хаузянг   | Витхань                        |
| Хоабинь   | Хоабинь                        |
| Хынгйен   | Хынгйен                        |
| Шонла     | Шонла                          |
| Хайфон    | город центрального подчинения  |
| Ханой     | город центрального подчинения  |

## Физико-географическая характеристика

### Географическое положение
Государство в Юго-Восточной Азии, расположенное на полуострове Индокитай. На западе граничило с Лаосом и Камбоджей, на севере — с Китаем, на юге — с Южным Вьетнамом, с востока и юга омывалось Южно-Китайским морем.

### Рельеф
Большую часть поверхности страны, главным образом на Севере и Северо—Западе и во внутренних районах занимают горы (в основном средне-высотные или низкие), глубоко расчленённые долинами. В Северном Вьетнаме преобладают параллельные хребты и цепи массивов юго—восточного простирания; их склоны преимущественно пологие. Самый высокий хребет — Хоангльеншон с вершиной Фанши (3143 м); самый длинный хребет Чыонгшон, около 300 км.

### Внутренние воды
Речная сеть густая. Все реки принадлежат бассейну Южно—Китайского моря и порожисты. Характерно резкое повышение уровня (до 10 м, иногда более) и расходов (в десятки раз) в сезоны муссонных дождей. На всех река Севера Вьетнама и на реках западного склона центральной части страны половодья бывают в период июнь — октябрь. Реки имеют большое значение для орошения и для местных перевозок грузов. Главная река — Хонгха («Красная»; длина в пределах Северного Вьетнама 475 км) с крупным притоком Да (Чёрная).

### Почвы и полезные ископаемые
В Северном Вьетнаме преобладают горные латеритные почвы; в приморской полосе и на низкогорьях — красно—жёлтые латеритные почвы; в дельтах рек — аллювиальные; на участках побережья — болотные засоленные почвы
Северный Вьетнам богат разнообразными полезными ископаемыми. Главными из них являются каменный уголь, железная руда, свинец, цинк, бокситы, вольфрам, олово, руды редкоземельных элементов.

### Климат
Климат муссонный субэкваториальный, с прохладной зимой и резко выраженным максимум осадков в период влажного муссона. Для большей части страны влажным является летний юго-западный или юго-восточный муссон, сухим — зимний северо—восточный. В невысоких районах средняя температура самого холодного месяца от 15 °C и самого тёплого 28—29 °C. Выше 1500 м зимой на севере бывают заморозки.
Во время сезона дождей часто бушуют тайфуны, которые могут вызвать наводнения.

## Население

### Общая характеристика
- Численность населения — 21,3 млн чел. (оценка ООН на 1969 год)
- Годовой прирост — примерно 3 %
- Городское население — около 20 % (1965 год)

### Языки
Государственным языком является вьетнамский.

## Экономика
- Банкноты Банка Индокитая и Эмиссионного института государств Камбоджа, Лаос и Вьетнам, имевшие хождение в ДРВ до 1957 года
- 1 пиастр
- 20 пиастров, 1949 год
- 100 пиастров, 1954 год

- Банкноты ДРВ
- 5 донгов 1958 года эмиссии (ДРВ)
- 10 донгов 1958 г. эмиссии (ДРВ)